# Poelcapelle katonai temető
A Poelcapelle katonai temető (Poelcapelle British Cemetery) egy első világháborús sírkert a belgiumi Brugsewegtől tíz kilométerre északkeletre. Ez a hetedik legnagyobb, Belgiumban pedig a harmadik legkiterjedtebb temetője a nemzetközösségi hősi halottaknak. Charles Holden és Wilfred Clement Von Berg tervezte. Néhány kilométerre tőle található a langemarki német katonai temető és a Saint Julien-i kanadai háborús emlékmű.

## Története
Poelcapelle városkát 1914. október 20-án foglalták el a németek a franciáktól. 1917. október 4-én ismét Antant-kézbe került, majd 1918 áprilisában újra a németeké lett, végül a belga hadsereg szabadította fel 1918. szeptember 28-án. A temetőt a háború után alakították ki a környező csatamezőkről exhumált hősi halottak számára.
A temetőben a Nemzetközösség 7479 katonája nyugszik, közülük 6230-at nem sikerült azonosítani. Az ismert személyazonosságú elesettek közül 1045 brit, 117 kanadai, 46 új-zélandi, 38 ausztrál, öt dél-afrikai volt.
A temetőben nyugszik John Condon közlegény a Királyi Ír Ezredből, aki a rendelkezésre álló adatok szerint 14 évesen halt meg a harcmezőn, így valószínűleg ő a legfiatalabb olyan hősi halott, akinek nyughelyét a brit hadisírbizottság gondozza.